# Macheronte
Macheronte (dal greco: μάχαιρα, «spada»; in arabo ِقلعة مكاور‎? Qal'atu Mkawer) è una collina fortificata situata in Giordania a 24 km (15 miglia) a sud-est della foce del fiume Giordano, sulla riva est del Mar Morto, località nota per essere stata, secondo Giuseppe Flavio, il luogo di prigionia e morte di Giovanni Battista.

## Storia
La collina di Macheronte fu occupata in tre fasi.
La prima fase è asmonea: il re Alessandro Ianneo (104-78 a.C.) fece costruire qui una fortezza intorno al 90 a.C. come base militare per controllare i territori a est del Giordano. Questa fortezza fu distrutta da Aulo Gabinio, generale di Pompeo, nel 57 a.C.
La seconda fase è erodiana: Erode I il Grande nel 30 a.C. fece costruire un palazzo fortificato, che fungeva da elemento principale del sistema di difesa contro i Nabatei. Alla morte di Erode, il palazzo passò con tutta la Perea al figlio Erode Antipa (4 a.C.-39 d.C.), che ne fece la sua residenza preferita; fu durante questo periodo che Giovanni Battista fu imprigionato e messo a morte qui. La fortezza fu distrutta dopo la sconfitta subita dall'esercito di Antipa contro Areta IV, avvenuta nell'inverno del 36/37, e da Flavio Giuseppe sappiamo che la popolazione ebraica interpretò tale sconfitta come una punizione divina per la decapitazione del Battista.
La terza fase è romana: Macheronte fu ricostruita come guarnigione romana attorno al 44. I ribelli zeloti la conquistarono dopo il 66, durante la Prima guerra giudaica. Poco dopo la capitolazione dell'Herodium, il legato Sesto Lucilio Basso assediò Macheronte con le sue truppe nel 71; i ribelli furono fatti evacuare e la fortezza rasa al suolo.
Dopo questa terza distruzione, il sito non venne più occupato nelle epoche successive e se ne perse completamente la memoria.

## Struttura
Flavio ci fornisce una completa descrizione di Macheronte nella Guerra Giudaica 7.6.1 ss. La collina, a circa 1100 m dal livello del Mar Morto, era circondata da profondi crepacci; la valle ad ovest si estendeva per 60 stadi dal mare; dal lato opposto, sprofondava per un centinaio di cubiti.
Erode il Grande, secondo cui il luogo necessitava di una forte struttura difensiva (soprattutto a causa della vicinanza dell'Arabia), costruì sulla cima un muro lungo 100 m e largo 60, dotato di quattro torri alta ciascuna 60 cubiti, con al centro il palazzo; numerose cisterne provvedevano alla raccolta d'acqua.

## Scavi
Il villaggio sul pianoro ad est della montagna è noto come Muqāwir (in arabo مقاور‎?). Il sito fu ispezionato nel 1807 dall'esploratore frisone Ulrich Jasper Seetzen, ma lo scavo archeologico iniziò soltanto nel 1968 ad opera di Jerry Vardaman, del Southern Baptist Theological Seminary, poi direttore del Cobb Institute of Archaeology presso la Mississippi State University. Nel 1973 in un'ispezione il tedesco August Strobel identificò il vallo di Sesto Lucilio Basso. Gli scavi furono intrapresi in modo sistematico solo cinque anni più tardi, grazie allo Studium Biblicum Franciscanum di Gerusalemme, che vi si dedicò per due periodi: dal 1978 al 1981 sotto la direzione di Virgilio Corbo con l'aiuto di Stanislao Loffreda, e tra il 1992 e il 1993 sotto la direzione di Michele Piccirillo. Le operazioni rimasero poi in una situazione di stallo fino al 2009, quando gli scavi furono affidati a Győző Vörös, della Hungarian Academy of Arts; dal 2017 la missione archeologica è congiunta tra quest'ultima e lo Studium Biblicum Franciscanum.
All'interno dell'area fortificata sussistono le rovine del palazzo erodiano, con un ampio cortile e ricchi bagni con mosaici. Verso il dirupo nord-est si trovano resti di mura e torri, molto probabilmente le ultime rimanenze della "città bassa" di cui parla Giuseppe Flavio e che non è stata ancora scavata. Visibile è, da est, l'acquedotto. Il vasellame scoperto nei paraggi conferma i tre periodi d'occupazione descritti dallo storico giudeo: asmoneo, erodiano e romano.